# Zarojeni, Florești
Zarojeni este un sat din cadrul comunei Gura Căinarului din raionul Florești Republica Moldova.

## Demografie
Conform recensământului populației din 2004, satul Zarojeni avea 275 locuitori: 166 ucraineni, 101 moldoveni/români, 7 ruși și 1 persoană cu etnie nedeclarată.